# Allison Hightower
Allison Kina Hightower (Dallas, 6 aprile 1988) è un'ex cestista statunitense, professionista nella WNBA.

## Carriera
È stata selezionata dalle Connecticut Sun al secondo giro del Draft WNBA 2010 (15ª scelta assoluta).